# Leonid Koulik
Pour les articles homonymes, voir Koulik.
Leonid Alekseïevitch Koulik (en russe : Леонид Алексеевич Кулик ; 19 août 1883, Tartu - 14 avril 1942, Spas-Demensk) est un minéralogiste russe, connu pour avoir dirigé l'expédition scientifique sur l'événement de la Toungouska.

## Biographie

### Études et postes universitaires
Il fait ses études à l'Institut forestier impérial de Saint-Pétersbourg, puis à l'Université de Kazan. Il sert dans l'armée russe pendant la guerre russo-japonaise, puis passe quelque temps en prison en raison d'activités politiques révolutionnaires. Il sert une seconde fois dans l'armée russe pendant la Première Guerre mondiale.
Après la guerre, il enseigne la minéralogie à Tomsk. En 1920, il obtient un poste au musée minéralogique de Saint-Pétersbourg. Il dirige le département consacré aux météorites.

### Événement de la Toungouska

Photographie prise au cours de l'expédition Koulik en 1929

De 1927 à 1939, il dirige 6 expéditions de recherche pour enquêter sur l'événement de la Toungouska, mystérieux impact qui avait eu lieu le 30 juin 1908. Il fait un voyage de reconnaissance dans la région, et interroge des témoins locaux. Il repère la région où les arbres ont été abattus et remarque que leurs racines sont toutes orientées vers un point central qu'il pense être le centre de l'impact. Cependant et malgré ses recherches, il ne retrouve pas de fragments de météorites.

### Seconde Guerre mondiale
Pendant la Seconde Guerre mondiale, il se bat de nouveau pour son pays, cette fois dans une milice paramilitaire. Il est capturé et meurt du typhus le 14 avril 1942 dans un camp de prisonniers à Spas-Demensk alors occupée par l'armée allemande.

## Hommages

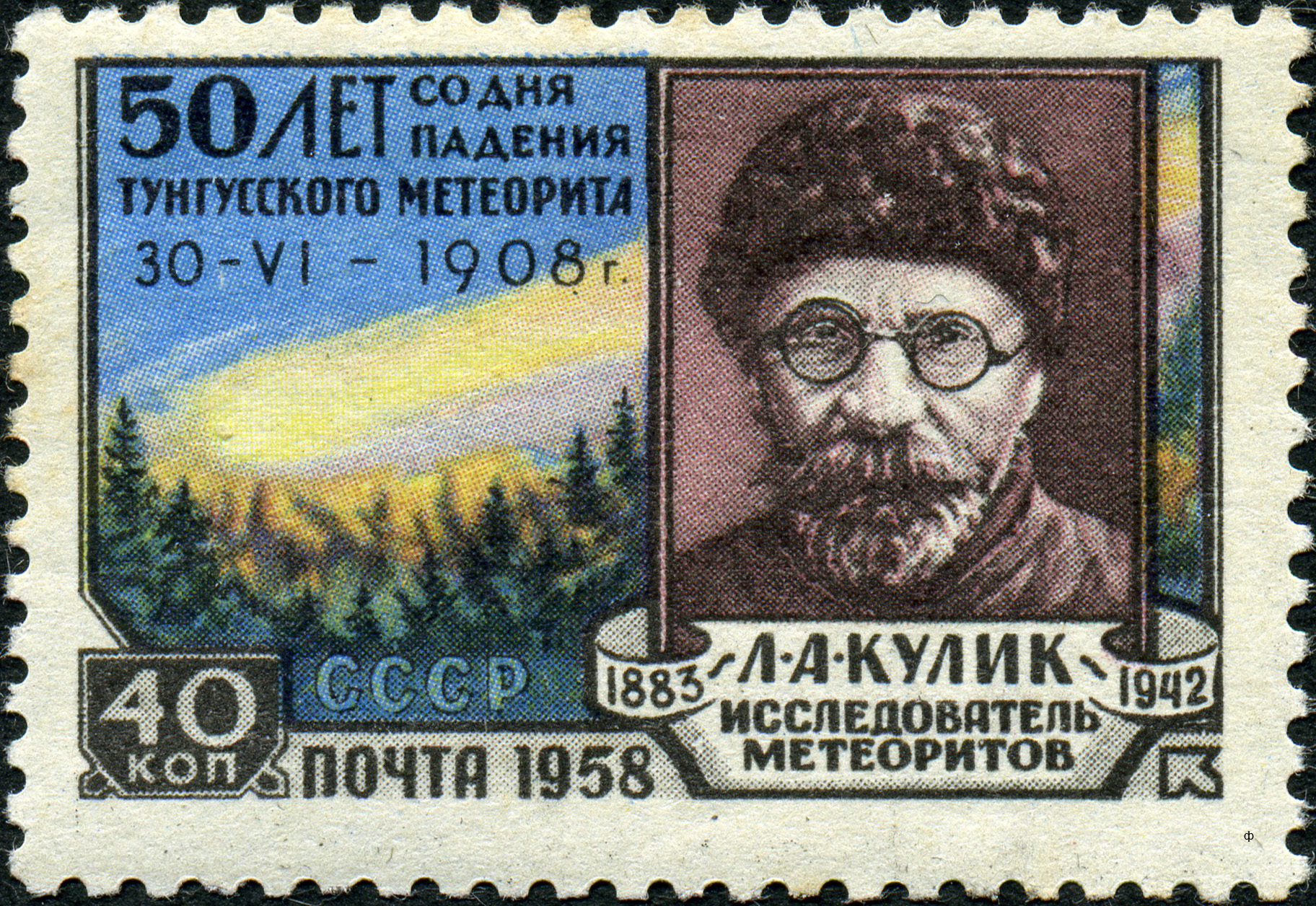
Timbre-poste soviétique de 1958

- Son nom a été donné à un cratère lunaire : Kulik (crater) (en)
- Son nom a été donné à un astéroïde appartenant à la Ceinture d'astéroïdes : 2794 Kulik (1978 PS3)
- En 1958, un timbre-poste lui est consacré

## Sources
- (en) Cet article est partiellement ou en totalité issu de l’article de Wikipédia en anglais intitulé « Leonid Kulik » (voir la liste des auteurs).